# Disques Debs
Les Disques Debs, puis Debs à partir de 1984, également connus sous le nom de Debs Music, sont une maison de disques française fondées en 1959 par Henri Debs à Pointe-à-Pitre, en Guadeloupe. Pionnier dans la musique antillaise, le label a permis l'émergence de nombreux artistes comme Éric Virgal, Tanya Saint-Val, Tatiana Miath, Frédéric Caracas, Luc Léandry, Eric Brouta, Francky Vincent, Zouk Machine (disque de platine), Chiktay, etc.

## Histoire
Henri Debs, guadeloupéen originaire du Liban, s'intéresse très tôt à la musique et pratique de nombreux instruments comme la flûte, le saxophone ou la guitare. En 1959, il commence la production dans un petit studio installé dans son magasin de vêtements de l'époque en créant les Disques Debs. Très vite, le succès l'amène à professionnaliser sa production et à mieux équiper son studio et à se doter du matériel dernier cri. Il en profite aussi pour produire et faire découvrir la musique d'autres îles de la Caraïbe comme le calypso, le merengue ou bien le compas.
En 1984, il renomme son label plus simplement Debs. Il le structure également en créant Henri Debs Production, Debs Music et Hdebs Productions. Il s'internationale aussi avec les Disques Debs International.

## Artistes
- Les Aiglons
- Akiyo
- Guy Alcindor
- Justin Angèle
- Annick et Jean-Claude
- Anzala
- Élie Bianay
- Paul Blamar
- The Bolokos
- Éric Brouta
- Frédéric Caracas
- Mario Chicot
- Chiktay
- Serge Christophe
- Raymond Cicault
- André Condouant
- Guy Conquette
- Marius Cultier
- David et Corine
- Henri Debs
- Dicktam
- Philippe Dilo
- Dissonance
- César Durcin
- Exile One
- Geno Exilie
- Expérience 7
- Fairness
- Daniel Forestal
- Klod Fostin
- Daniel Gargar
- Jean-Jacques Gaston
- Claude Charles Gervais
- Henri Guédon
- Paul-Émile Haliar
- Alain Jean-Marie
- Karapat
- Alain Kounkou
- Gérard La Viny
- Alfred Labasse
- Joseph Lacides
- Luc Léandry
- Hippomène Leauva
- Casimir Létang
- Liber et Andoche Gentile
- Al Lirvat
- Aurlus Mabélé
- Les Madikeras
- Malaka
- Malavoi
- Alain Malespine
- Robert Mavounzy
- Les Maxel's
- Tatiana Miath
- Jean-Claude Naimro
- Christian Nara
- Eddy Négrit
- Érik Négrit
- N'Jie
- Tommy Olivencia
- On Dot Kout Chenn
- Emmanuel Paines
- Dominique Panol
- Patrick Parole
- La Perfecta
- Manuela Pioche
- Georges Plonquitte
- Jacky Rapon
- Stéphane Ravor
- Ry-Co Jazz
- Dédé Saint Prix
- Tanya Saint-Val
- Michel Sardaby
- Robert Sarkis
- Max Séverin
- Sartana Sinitambi
- Slaï
- Taxi Kréol
- Ralph Thamar
- Ti Céleste
- Emmanuel Toussaint
- Typical Combo
- José Versol
- Les Vikings de la Guadeloupe
- Francky Vincent
- Éric Virgal
- Volt-Face
- Week-end
- Raphaël Zachille
- Bertin Zami
- Abel Zenon
- Zepiante
- Zouk Machine